# Antizoma angustifolia
Antizoma angustifolia är en tvåhjärtbladig växtart som först beskrevs av William John Burchell, och fick sitt nu gällande namn av John Miers, William Henry Harvey och Sond.. Antizoma angustifolia ingår i släktet Antizoma och familjen Menispermaceae. Inga underarter finns listade i Catalogue of Life.